# Nanpounhoubloué
Der Nanpounhoubloué ist ein 610 m hoher Gipfel auf der Insel Erromango im Staat Vanuatu.

## Vulkanische Aktivität
Der Berg liegt nördlich des höchsten Gipfels, des Santop, im Norden der Insel.